# Sapphire Styx
Sapphire Styx —Zafiro Styx en España— es una personaje ficticia que aparece en los cómics estadounidenses publicados por Marvel Comics.

## Historial de publicaciones
Sapphire Styx debutó en Marvel Comics Presents #1 (septiembre de 1988), creado por Chris Claremont, John Buscema y Klaus Janson.

## Biografía ficticia
En el Princess' Bar en Madripoor, se ve por primera vez a Sapphire Styx presenciando a Wolverine derrotando a la pandilla de Roche. Se hizo pasar por una rehén y Wolverine ahuyenta a su torturador. Antes de que pueda besarlo, Wolverine mencionó el nombre de Dave Chapel, lo que la hizo sacar un arma como todos los demás en el Princess' Bar.Después de guardar su arma junto a todos los demás, Sapphire Styx comenzó a molestar a Wolverine hasta que él abandonó el Princess Bar.Al encontrar a Wolverine tirado en la calle, Sapphire Styx le ofreció su lugar para pasar la noche. Cuando Wolverine no estuvo a la altura, le dio un beso suficiente para drenar su fuerza vital e incluso continuó drenándola después de que fue atacado por Razor Fist.Después de que Wolverine se despertara, Sapphire Styx llegó y drenó su fuerza vital nuevamente. Ella mencionó que le gustaba su esencia primordial y se disculpa por tener que dejarlo a merced de Roche. Sapphire se aburrió de que el grupo de Roche torturara a Wolverine y luego se fue con ellos cuando Wolverine cayó inconsciente.Wolverine tuvo una pesadilla en la que se topó con Sapphire Styx y los hombres de Roche.
Sapphire Styx vio a Roche torturar a O'Donnell y se molestó cuando Razor Fist se llevó toda la diversión.Roche envió a Sapphire Styx tras O'Donnell, donde comenzó a drenar su fuerza vital hasta que recibió un disparo por Tyger Tyger.Después de derrotar al Inquisidor, Tyger Tyger luchó contra Sapphire Styx, donde la arrojó y comenzó a drenar su fuerza vital. Tyger Tyger se liberó y usó la plancha calefactora del Inquisidor para quemar la cara de Sapphire. Tyger Tyger luego se desplomó mientras Sapphire Styx huyó de la propiedad de Roche junto con el Inquisidor.
Más tarde, Sapphire Styx comenzó a causar problemas nuevamente cuando le robó una caja a Tyger Tyger. Cuando lo llamaron para perseguir a Sapphire Styx, Wolverine persiguió a Sapphire hasta el puerto de Madripoor. Sapphire intentó seducir a Wolverine solo para que él se resistiera y la golpeara. Al enterarse de la derrota de Sapphire, Tyger Tyger planeó hacer arreglos para ella.
Durante la historia de "Hunt for Wolverine", Sapphire Styx se encuentra entre los villanos con Viper que atacan al grupo de Kitty Pryde como el último miembro de las Femeninas Fatales. Ella interrumpió la batalla de Psylocke con Mindblast, donde comenzó a drenar la fuerza vital de Psylocke.Más tarde, Viper habla con un representante de su cliente y le menciona que Sapphire Styx todavía se está drenando de Psylocke tal como lo hizo con Magneto desde que el cliente le dio a Sapphire. El representante le dice a Viper que Sapphire Styx tiende a preferir la fuerza vital de los mutantes y le dice a Viper que se concentre en entregar el paquete, ya que todo lo que son sirve a la voluntad de Soteira. Como Snake Whip pregunta si van a ignorar el apetito vampírico de Sapphire Styx, Viper dice que tienen que obedecer las órdenes del representante y "dejar que el @#$%& se alimente". Mientras tanto, Sapphire Styx todavía tiene a Psylocke en su poder y afirma que el alma de Psylocke es magnífica, ya que podría mantenerla revitalizada durante años solo para sentir que está muerta. Mientras la claustrofobia de Storm trae una tormenta a Madripoor, Sapphire Styx comenta que no ha sentido la lluvia de manera tan primitiva en décadas. Mientras Sapphire se regodea ante Psylocke de haber muerto pronto, se sorprende al ver lo que parece ser Wolverine en su alias Patch sentado cerca de Psylocke mientras planea darle el castigo adecuado.Viper y Snake Whip controlan a Sapphire Styx, quien afirma que puede ver el alias de Patch de Wolverine a pesar de que ella es la única que puede verlo. Kitty Pryde, Dominó y Júbilo alcanzan a Sapphire y Kitty descubre que Psylocke le está jugando una broma mental. Se escucha la voz de Psylocke citando "NO MÁS ALMAS" mientras el cuerpo de Sapphire comienza a hacerse añicos.Dentro del cuerpo de Sapphire Styx, el fragmento de alma de Psylocke lucha contra las otras almas, donde encuentra un fragmento de alma de Wolverine. Con la ayuda del fragmento de alma de Wolverine, Sapphire fue dominada desde dentro y se hizo añicos. El poder de su alma restante le permitió a Psylocke crear un nuevo cuerpo para ella.

## Poderes y habilidades
Sapphire Styx puede drenar la fuerza vital de cualquier persona con la que entre en contacto. Mientras más fuerza vital absorbe, más fuerte se vuelve.
Sapphire Styx también es una experta en el combate armado, pero rara vez usa un arma en la batalla.